# 東北文教大学
東北文教大学（とうほくぶんきょうだいがく、英語: Tohoku Bunkyo University）は、山形県山形市片谷地515に本部を置く日本の私立大学。1926年創立、2010年大学設置。

## 概観

### 大学全体
- 大学の設置者は学校法人富澤学園。山形短期大学を発展的に改組して新設された、1学部2学科の大学である。北海道文教大学、文教大学、愛知文教大学、京都文教大学、広島文教女子大学とは関係がない。

### 建学の精神（校訓・理念・学是）
- 建学の精神は「敬・愛・信」である。「人を敬い、人を愛し、人を信ずる」ことを意味し、ひいては学生が「人に敬され、人に愛され、人に信じられる」人物になることへの願いもこめられている。

### 教育および研究
設置学部学科は2010年の開学からずっと人間科学部子ども教育学科のみであったが、2021年4月から人間関係学科が設置され１学部2学科となる。
- 子ども教育学科では、保育や教育に関する専門知識と技術を中心としたカリキュラムを組んでいる。一定の科目を履修することで、小学校教諭・幼稚園教諭の各一種免許状のほか、保育士資格などの資格・免許が取得できる。

- 人間関係学科では、「グローカルコミュニケーション」「心理総合」「福祉マネジメント」の3コースが設置され、それぞれのアプローチによって他者を理解し思いやり、より豊かな人間関係を築くことができる力を養い、多様化・複雑化する現代社会において直面する、さまざまな問題にしなやかに対応できる人材の育成を目指す。グローカルコミュニケーションコースでは図書館司書の資格が、心理総合コースでは認定心理士の資格が、福祉マネジメントコースでは社会福祉士受験資格が所得できる。

## 沿革
- 1926年 山形裁縫女学校が開校
- 1933年 山形女子職業学校に改組される
- 1941年 財団法人富澤学園設立。実業学校令により山形高等女子職業学校に校名変更
- 1944年 山形城北女子商業学校に校名変更
- 1946年 山形城北高等女学校に校名変更
- 1948年 学制改革により山形城北女子高等学校に校名変更
- 1951年 富澤学園が学校法人となる
- 1966年 山形女子短期大学（国文科）開学
- 1967年 幼児教育科を設置。付属幼稚園開園
- 1968年 同窓会組織が発足
- 1987年 英文科を設置
- 1989年 留学生に日本語教育を開始
- 1999年 留学生別科設置
- 2001年 校名を山形短期大学に変更、男女共学化。人間福祉学科を設置（厚生省・介護福祉士養成校指定）
- 2005年 国文科と英文科を統合して総合文化学科とする。幼児教育科を子ども学科に名称変更
- 2007年 山形県上山市に同系列の「上山あい保育園」を設置
- 2010年 こども学科を4年制大学へ発展・改組し、東北文教大学を新設する。他の学科は「東北文教大学短期大学部」として存続
- 2021年 人間科学部に人間関係学科を設置し、2学科体制に移行する。

## 基礎データ

### 所在地
- 本部キャンパス（山形県山形市片谷地515）

### 交通アクセス
- JR奥羽本線 蔵王駅下車、徒歩7分。

## 教育および研究

### 組織

#### 学部
- 人間科学部
  - 子ども教育学科
  - 人間関係学科

#### 研究科
なし

#### 附属機関
- 東北文教大学附属図書館
- 教育開発センター
- 研究開発センター
- 民話研究センター
- 地域連携・ボランティアセンター
- 幼児教育研究センター
- 児童教育研究センター
- 福祉研究センター
- コンピュータセンター

### 取得資格について
- 小学校教諭一種免許状
- 幼稚園教諭一種免許状
- 保育士資格
- 社会福祉士受験資格
- 図書館司書
- 認定心理士
- 社会福祉主事任用資格
- 知的障害者福祉司任用資格

## 学生生活

### 部活動・クラブ活動・サークル活動
- クラブ活動 
  - 体育系：テニス・バドミントン・バレーボール・バスケットボール・陸上競技・剣道・柔道・サッカー・ソフトボールほか
  - 文化系：茶道・華道・コーラス・児童文化・美術・軽音楽・演劇・陶芸ほか

### 学園祭
山形短期大学時代は「山短祭」であったが、東北文教大学となってからは「東北文教祭」と称している。

## 大学関係者と組織

### 大学関係者組織
短期大学時代に発足した、愛称を「耀（かがやき）」とする同窓会組織があり、2010年に開学した大学・短期大学部の卒業生もこれに加わっている。また同窓会として輝同窓会奨学金を成績優秀者に支給している。

## 大学関係者一覧

### 大学関係者
- 初代学長 - 内田英子
- 第二代学長 - 鬼武一夫
- 第三代学長 - 須賀一好

## 施設

### キャンパス
- 1号館
- 2号館
- 3号館
- 5号館
- 6号館
- 7号館
- 8号館
- 附属図書館
- 多目的広場
- 学生駐車場
- 体育館
- 富澤昌義夫妻の胸像
- 国際教育センター
- 保健センター・カウンセリング

## 対外関係

### 系列校
- 東北文教大学短期大学部
- 東北文教大学山形城北高等学校

## 卒業後の進路について

### 就職について
就職先は一般企業から小学校・幼稚園・保育所・老人福祉施設・公務員と多岐にわたる。学生に地元志向が強いこともあり、東北各県に新潟県を加えた地域を中心に企業・幼稚園・保育所・施設を定期的に訪問し、求人開拓している。

## 附属学校
- 東北文教大学付属幼稚園

## 公式サイト
- 東北文教大学・東北文教大学短期大学部